# Carl Grünhut
Carl Samuel Grünhut (født 3. august 1844 i Sankt Georgen, død 1. oktober 1929 i Wien) var en østrigsk retslærd. 
Grünhut blev 1869 privatdocent i Wien, 1872 ekstraordinær og 1874 ordentlig professor sammesteds samt 1897 medlem af Herrehuset. Han nød europæisk ry som en af samtidens ypperste kendere af handels- og vekselretten. Hans grundlæggende Das Recht des Commissionshandels (1879) og den 
berømte Wechselrecht (I—II, 1897) er hans hovedværker. Han har desuden blandt andet skrevet: Die Lehre von der Wechselbegebung nach Verfall (1871), Das Enteignungsrecht (1873), Grundriss des Wechselrechts (1899, 4. oplag 1913). Lehrbuch des Wechselsrechts (1900), Das österreichische Aktienregulativ von 20. Septbr 1899 (1905, 2. oplag 1913) og Die Gesellschaft mit beschränkter Hartung nach österreichischem Recht (1906, 2. oplag 1913). I 1873 påbegyndte Grünhut udgivelsen af "Zeitschrift für das Privat- und öffentliche Recht der Gegenwart", der hurtig samlede Østrigs og Tysklands bedste juridiske penne som medarbejdere og vistnok må betegnes som Østrigs betydeligste retsvidenskabelige tidsskrift. Også i legislative arbejder — aktie- og forsikringsret — har Grünhut taget betydelig del.